# Texel
Texel ([ˈtɛsəl]ⓘ, en frisón occidental: Tessel) es una isla y también un municipio de los Países Bajos, la más grande de las islas Frisias y a su vez la más occidental. Está situada entre el mar de Frisia (al este) y el mar del Norte (al oeste), al sur de la isla de Vlieland y al norte de tierra firme de la provincia de Holanda Septentrional, a la cual pertenece administrativamente. El estrecho de Marsdiep la separa de Den Helder, ya en tierra firme.
Toda la isla forma un único municipio, con una superficie de 585,96 km² de los que 416,14 km² son de agua. La isla tiene unos 20 km de largo y 8 km de ancho. En 2004 tenía una población de 13 735 habitantes.

## Texel y Eierland
La actual isla de Texel consta de hecho de dos islas (antiguamente separadas): Texel al sur y Eierland al norte. En 1630 se termina de construir el dique de arena (Zanddijk) que une las dos islas. En 1835 Nicolás Joseph De Cock forma con otros una sociedad anónima con el objetivo de convertir las planas mareales entre las dos en pólderes. En el nuevo pólder se fundó un pueblo, inicialmente con el nombre de Nieuwdorp (Pueblo nuevo o Villa nueva), pero que posteriormente fue rebautizado en honor de su impulsor: De Cocksdorp.

## Galería

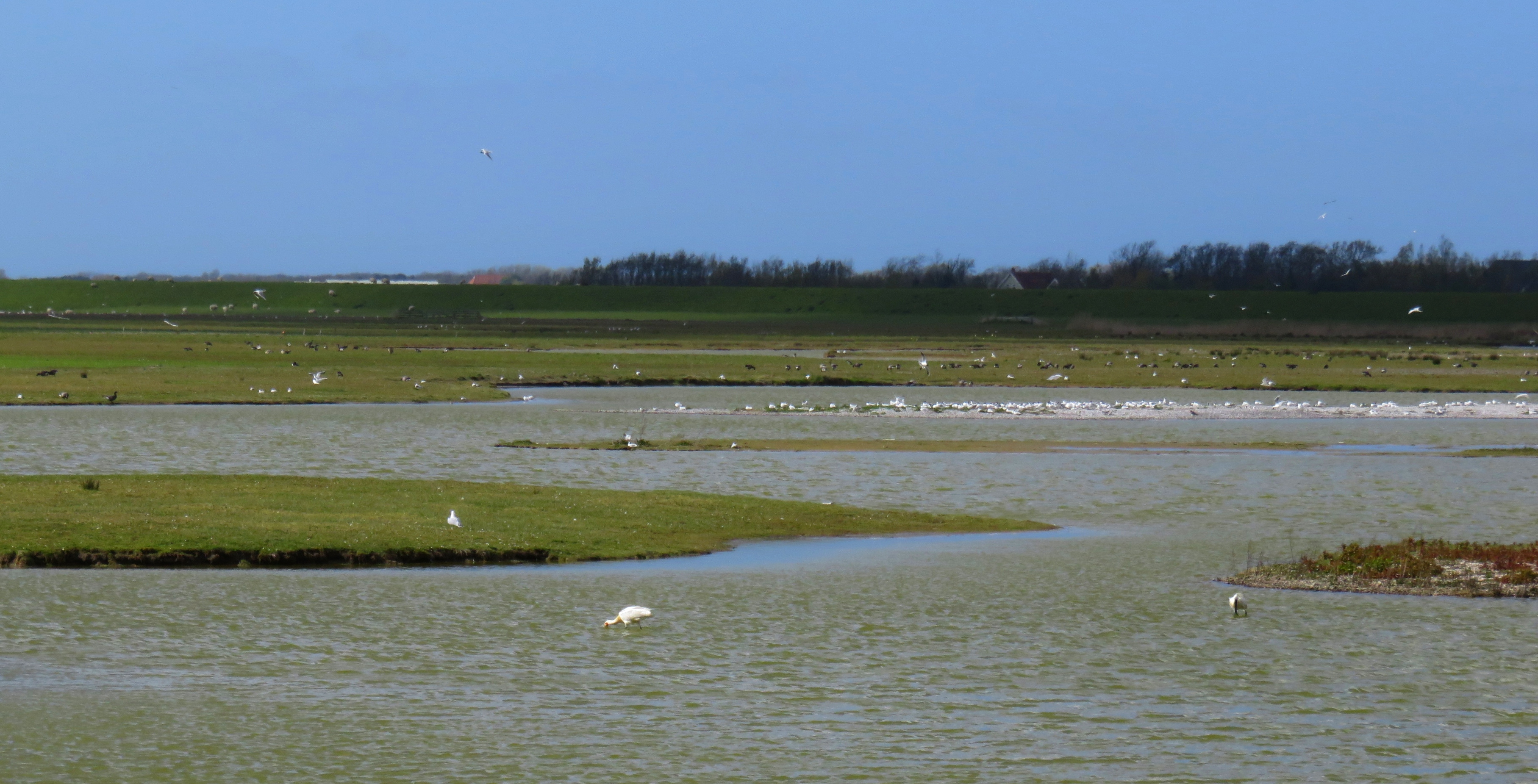
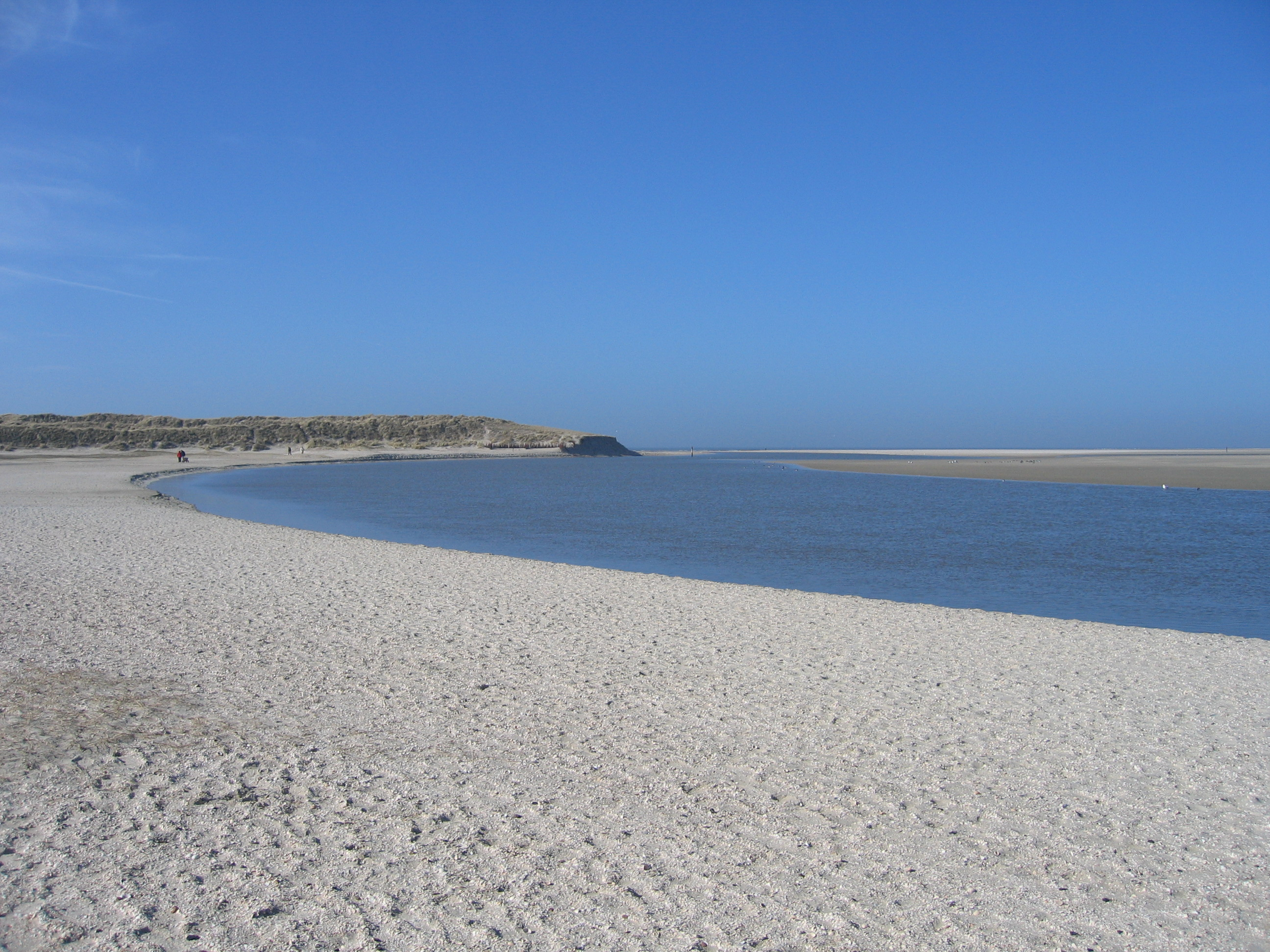
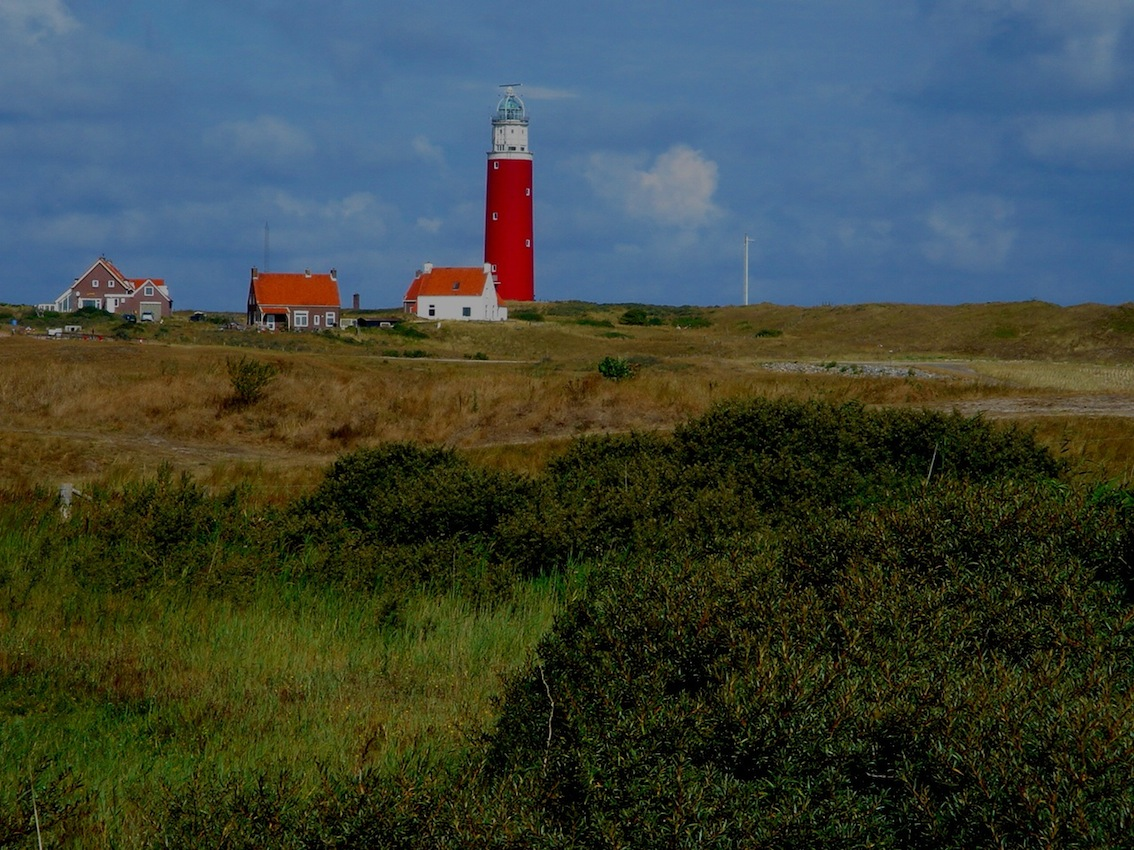
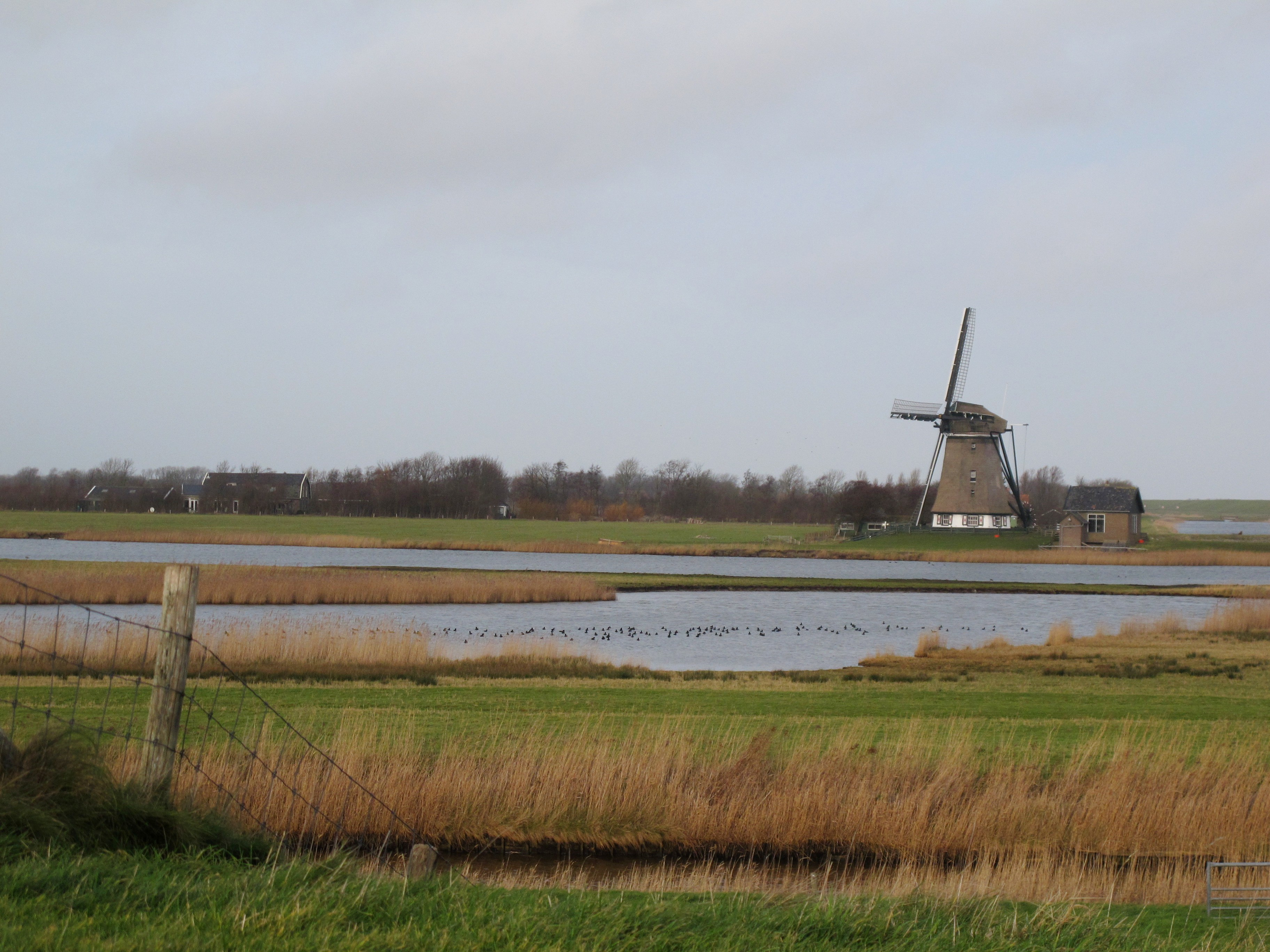
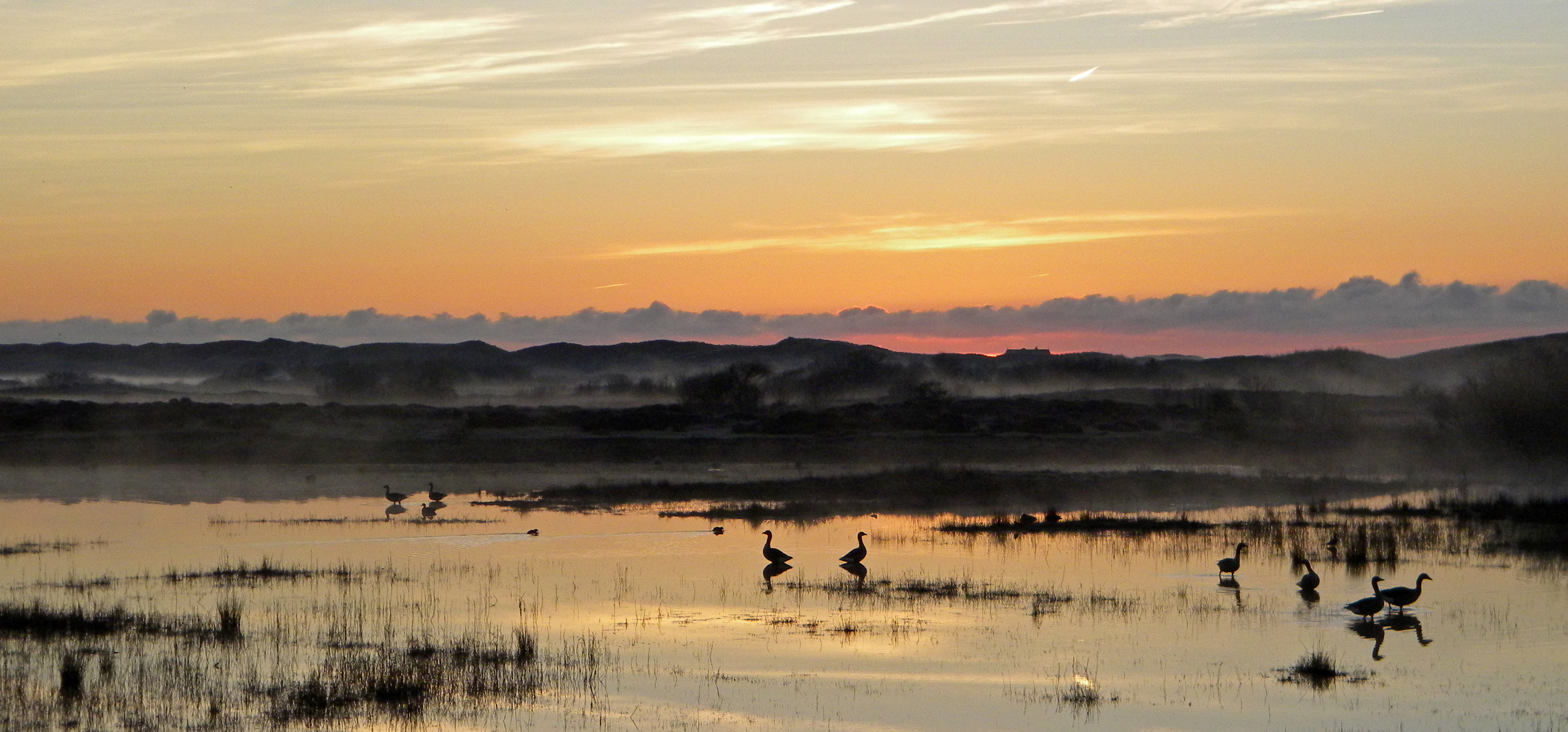
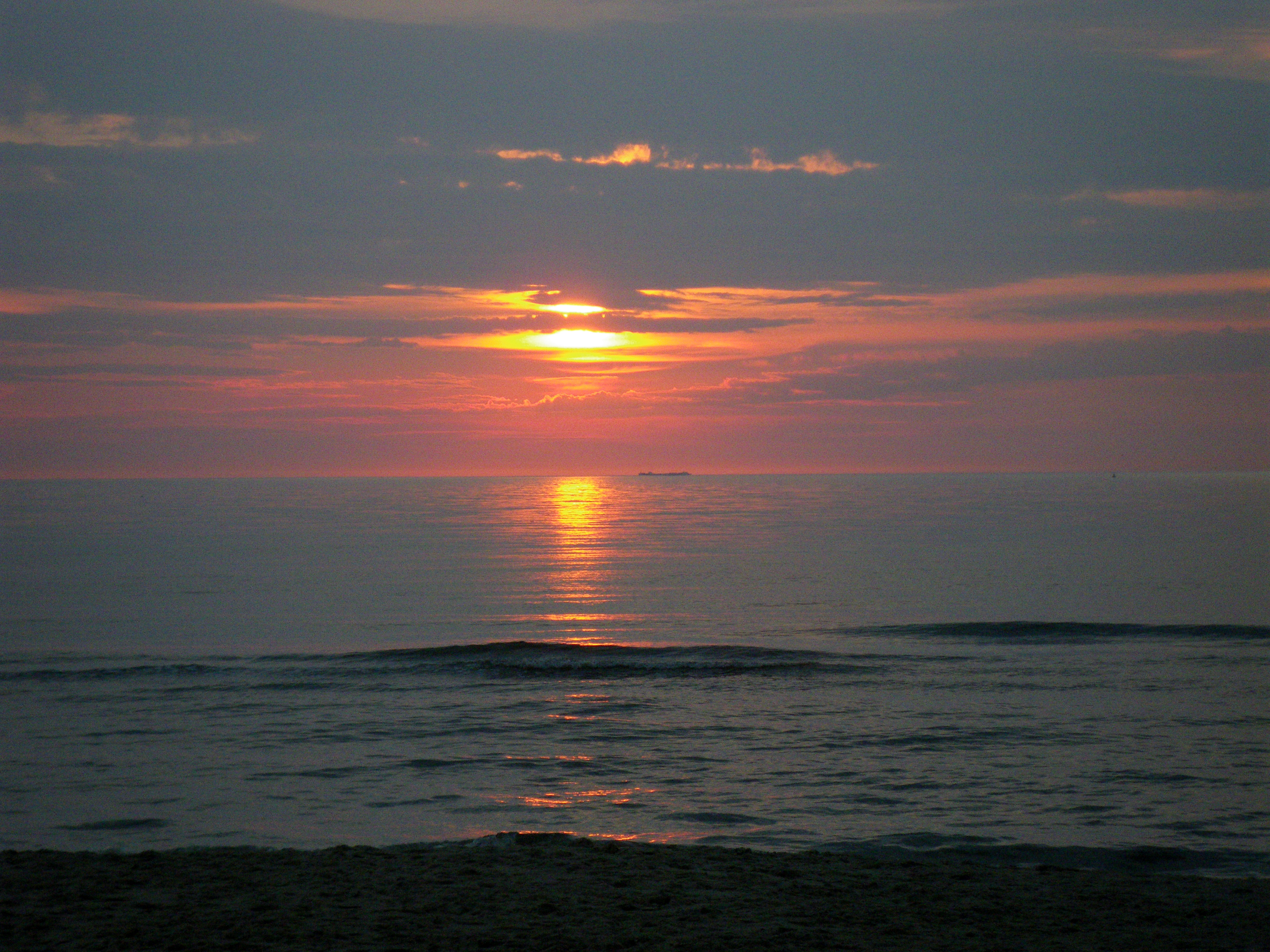
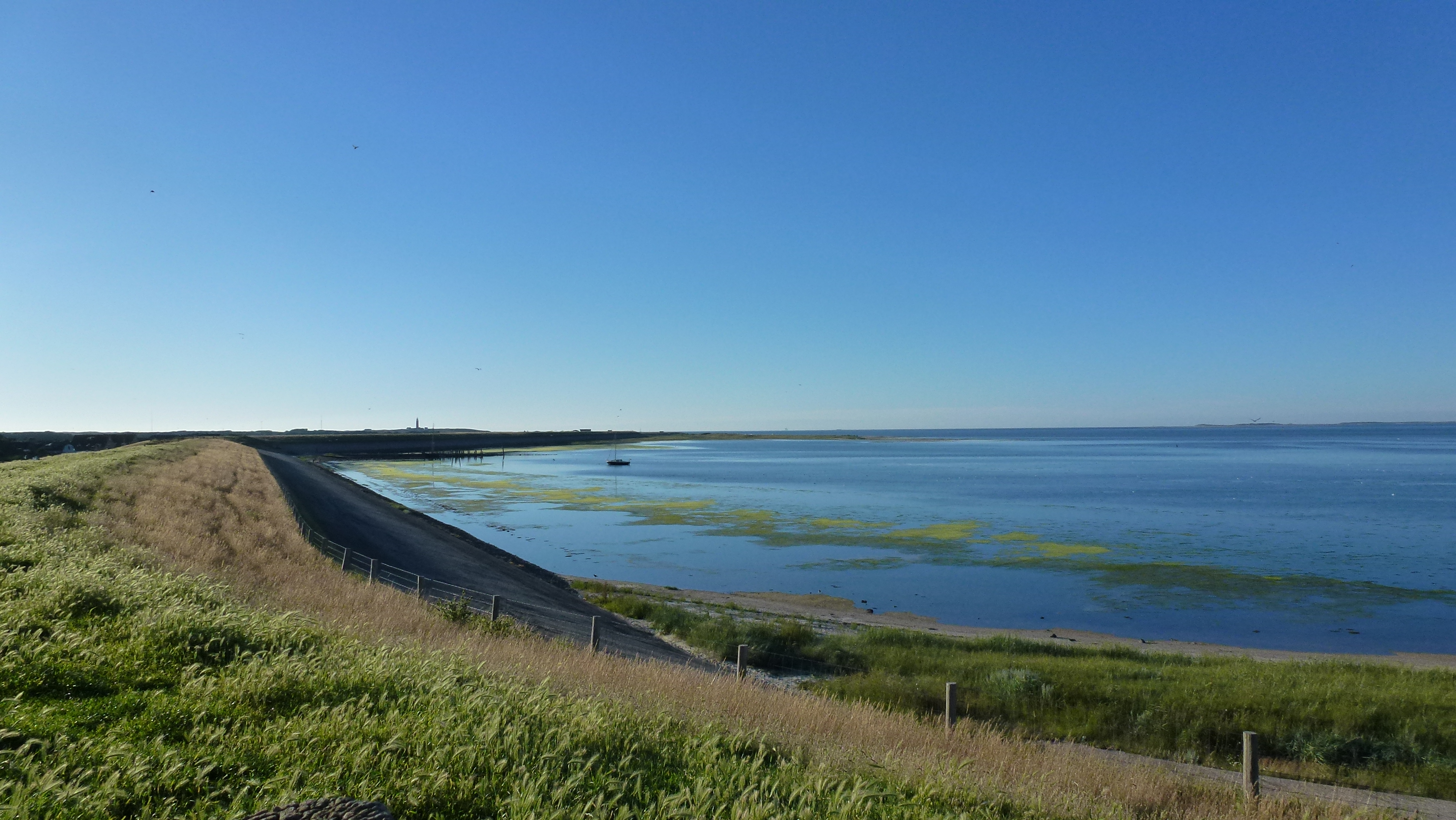
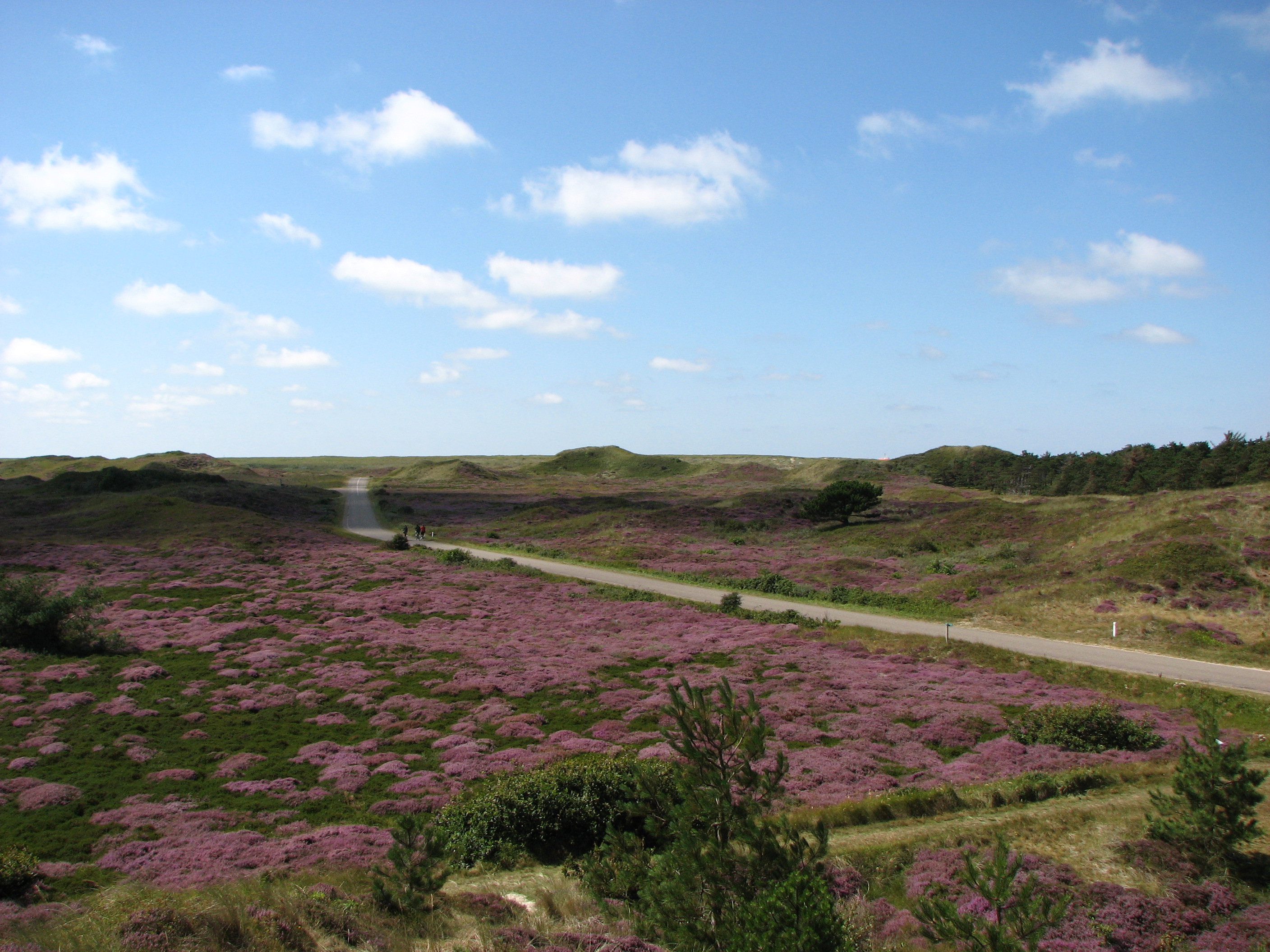
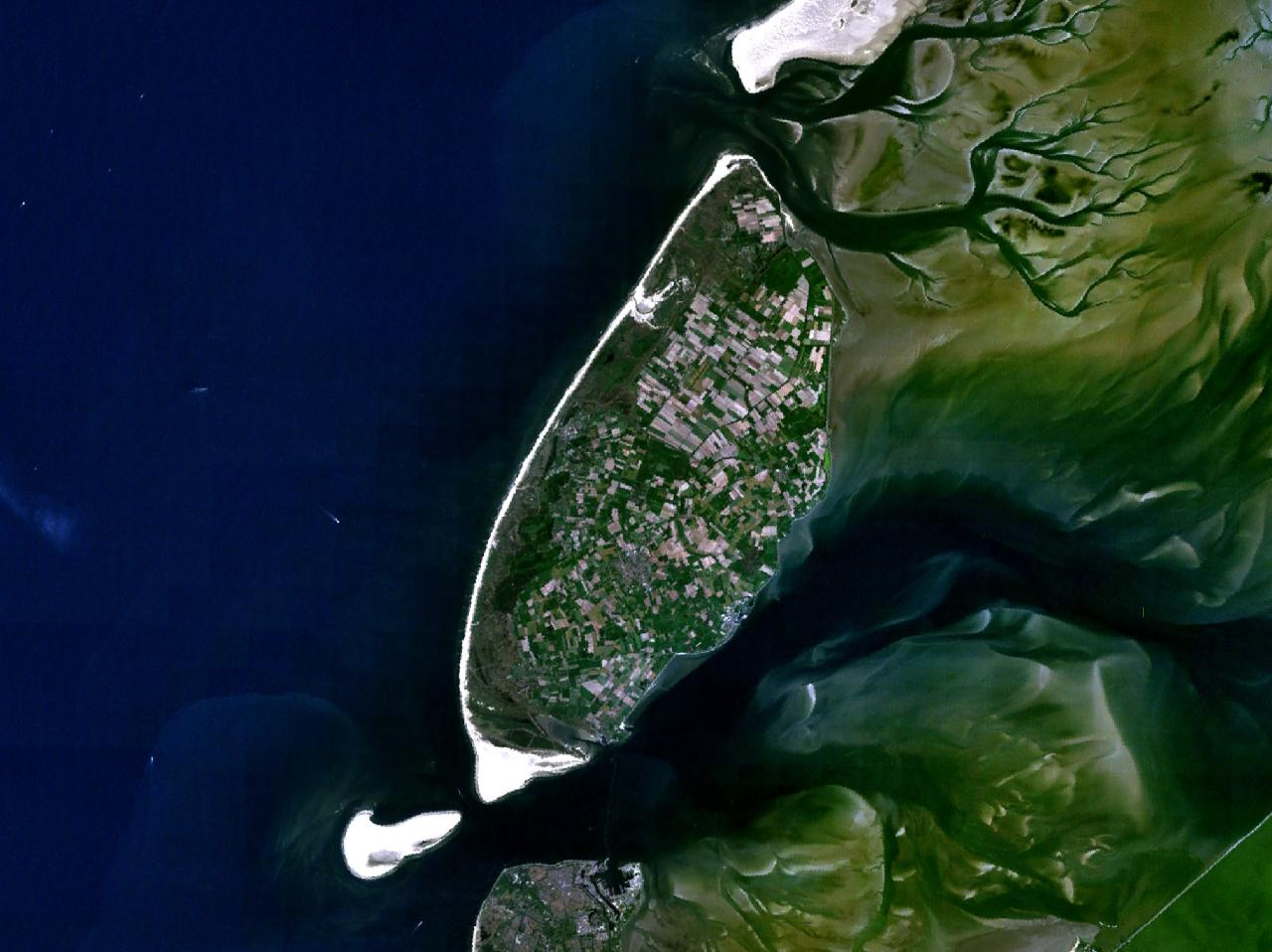
Vista satelital de la isla Texel